# 高梨りの
高梨 りの（たかなし りの、1990年6月11日 - ）は、日本のAV女優。テスター所属。

## 略歴
2017年に「前園ゆり（まえぞの ゆり）」としてAVデビュー。マインズ所属。
2018年に所属事務所をテスターに移し「高梨りの」に改名。
2019年に所属事務所をARROWSに移し「倉野遥」に改名。

## 人物
趣味は、妄想・コスプレ・ゲーム。
性への目覚めは幼稚園の頃で、父親が使っていた頭皮マッサージ器を当ててオナニーを始めた。小学生の頃にはエロ本やエロアニメを見るようになり、オナニーは股間に枕を挟んでするようになり、ほとんど毎日していた。中学生になってからは父親のパソコンの中にある動画も見るようになった。
初体験は専門学校生だった18歳の時で、相手は同級生の友達。デビュー前の経験員数は8人。
自他共に認めるドM。もともと女性が縛られたり襲われるAVを見ながらオナニーをしていたことから、何となく自覚はあったが付き合った人にSっぽい人がおらず、プレイをお願いすることもできず悶々としていた。
AV女優となった動機はハードなセックスがしたかったから。虐められながら気持ちよさそうにセックスをしている女優を羨ましく見ていて、自分もやってみたくなり我慢できず、看護師を7年していたが辞めて業界入りした。

## 出演作品

### アダルトDVD

#### 「前園ゆり」名義
2017年
- ムレムレ神ブルマ 18（6月15日、親父の個撮）
- メタリックガールセックス vol.14（6月30日、アキバコム制作部）
- 17周年記念SP 寝ている女子校生の妹にイタズラしていたら逆に生ハメを求められて、もう発射しそうなのにカニばさみでロックされて逃げられずそのまま中出し! 兄妹近親相姦ver（8月10日、アイエナジー）他出演:明海こう、斉藤りこ、白川あまね、武藤つぐみ、あやね遥菜、紅林琴音 ほか
- 僕の部屋に泊まりにきた叔母さんが寝るときは裸族だったことが判明!かつてのオナペットを前にしてイクべきか迷っていたらむこうから激しく甥っ子チ○ポを求めてきた! 3（8月11日、SCOOP）他出演:成海さやか、由來ちとせ、笹倉杏
- クラスのアイドルだった子がデリヘル嬢になっていてまさかの再会!今や借金まみれになってしまった彼女は成功した僕の金の臭いを嗅ぎ分けたのか、自らゴムを外してまさかの生ハメ!そのまま中出し! 3（8月24日、アイエナジー）他出演:成海さやか、夏樹まりな、本多由奈
- 人妻社員が友人の結婚式三次会で「SOD女子社員なんでしょ?」と盛り上がった同級生たちとのエロいゲームに「恥ずかしい」とか言いながらも酔ってだんだんエスカレートした結果旦那社員も見た事の無い下品な姿で輪姦乱交SEXを受け入れ楽しんでいた寝取られ映像（10月5日、SODクリエイト）※「浅川未紗」名義
- SOD性科学ラボ レポート3「250000回転の電マをY字・ブリッジなど子宮に振動が最も伝わる体勢で固定して当て続けたら?」をSOD女子社員が真面目に検証してみた結果 パンツスーツの裾まで染みるほど漏らして漏らして5人合計64回イキ（10月19日、SODクリエイト）※「浅川未紗」名義　他出演:向坂由佳、笘篠彩乃、釈香織、岡島厚子、鈴木真夏
- 男慣れしていない美しくはしたない清楚巨乳妻 天然Fカップ巨乳妻をナンパ性交（10月25日、ビッグモーカル）他出演:黒崎潤、成海夏季、日比乃さとみ、森はるら
- 至高のお風呂屋さん（11月13日、ZUKKON/BAKKON）共演:あやね遥菜、成海夏季、白井ゆずか、青山はな、明海こう、森保さな、泉なつみ、牧野れいな、双海ゆい
- 終電を逃したホロ酔い女子大生2人組の優しさにつけ込んで、気弱な童貞のフリして絶倫デカチン挿入激ピストン!! 何度イっても止めずにガン突きされて友達同士で生まれて初めての逆3P体験!（12月7日、SODクリエイト）共演:瀬戸つむぎ　他出演:秋吉花音、白井ゆずか、なつめ愛莉、森保さな
- 近隣トラブルで男にクレームをする人妻は説教中に媚薬を盛られ自分の意志に反して欲しがる膣内に中出しされる! 2（12月8日、MAGIC）他出演:尾上若葉、あけみみう
- メタリックガールセックス vol.14（12月15日、アキバコム制作部）
- 地味でオタクなメガネ女子が来たので面接からの流れでAV撮ってみた件（12月19日、エンペラー）※「ゆり」名義
- SOD性科学ラボの実験で拘束されて電マを散々当てられイキまくった直後のSOD女子社員に積極的に迫る素人男優を面接させたら… 恥じらいながらもおま○こはびっしょりでビンガチおち○ぽ受け入れ準備完了!（12月21日、SODクリエイト）※「浅川未紗」名義　他出演:釈香織、鈴木真夏、岡島慶子、向坂由佳、五味愛乃

2018年
- 一般男女モニタリングAV 素人女子大生限定! 恋人がいない大学生の男女はキスだけで恋に落ちて初対面の相手とSEXしてしまうのか? 惹かれあった2人のキスまみれの完全プライベートSEXを大公開!!（1月7日、ディープス）他出演:星咲伶美、星奈あい、新垣智江
- 新宿で見つけた素人お姉さんが優しく筆おろしをしてあげていたらまさかの童貞チ○ポに激ピストンされて逆に何度もイカされちゃいました。（2月8日、アイエナジー）他出演:阿部乃みく、雛菊つばさ、森はるら、明海こう
- 羞恥 発育健康診断 特別編 アナル検診 -2018冬-（2月22日、サディスティックヴィレッジ）共演:桃瀬ゆり、苑田あゆり
- 現役女子大生のマン毛を剃らせてもらえる風俗店を発見! 無毛マ●コに生挿入したい（3月17日、パラダイステレビ）他出演:初音杏果　※ネット配信のみ
- 卒業間近!義理の妹とその女友達が宅飲み合コン練習! 未成年だからジュースでかんぱ〜い!! 義理の妹とその友達が卒業間近なので、キャンパスライフに向けて早速合コン練習。可愛くジュースで乾杯からの宅飲みしてる所へ、女だけじゃ盛り上がらないし練習にならないからと兄のボクも強制参加させられるハメに…。当然合コンなのでイッキしたりエッチなゲームで盛り上がりつつ徐々にエッチな方向へ。酒を飲んで酔っ払ったボクは勢いに任せてどんどん過激にしていったら、女の子たちも嫌がるどころか場の雰囲気に飲まれてしまい、どんどんエロくなって、合コン練習がまさかのヤリコン練習に!（3月19日、お夜食カンパニー）共演:宮沢ゆかり　他出演:桜木優希音、里美まゆ
- 「街行くお昼休みの看護師に取材交渉!『男性患者にしている清拭を見せてもらえませんか?』お下品なAV撮影とは知らず…真面目に陰部洗浄を披露する白衣の天使たちはセックスまでしてしまうのか?」 VOL.1（3月21日、DANDY）他出演:紗藤まゆ、咲坂花恋、春菜はな
- 代々木で見つけたミニマムで無垢なお嬢さんに18cmメガチ○ポを素股してもらったらこんなヤラしい事になりました。（4月12日、アイエナジー）他出演:君色花音、生田みく、瀬乃ひなた、栄川乃亜
- SEXの体位のリハーサルで、マ○コをラップでガードして素股をさせられ、狙ったのか偶然なのか、結局挿入されてナマ中出し!それでも「そんなの当たり前だから」と言われ泣き寝入りするしかないサディスティックヴィレッジの女AD 2（4月12日、サディスティックヴィレッジ）他出演:永井みひな、君色花音、池上まひろ、天海こころ、あやね遥菜、桐山結羽、苑田あゆり、桃瀬ゆり、ひなみれん
- 選ばれるのは理由がある! 合格率99%! やる気を引き出す浮きブラ乳首チラ! 「ねえ!セックスしたら勉強する?」予約1年半待ちの女子大生家庭教師!（4月19日、ぐりーんあっぷる）他出演:桜木優希音、宮沢ゆかり、神楽アイネ
- えっちな女子○生の淫語かたりかけぐちゅぐちゅ 連続絶頂スク水オナニー（4月26日、アイエナジー）他出演:栄川乃亜、生田みく、黒瀬萌衣、七菜原ココ、あやね遥菜、夢乃美咲、なつめ愛莉、ななせ麻衣、君嶋真由、一ノ瀬恋、星奈あい、君色華奈、牧野れいな、紗藤まゆ、瀬乃ひなた、咲坂花恋
- 群馬草津温泉宿 寝取りマッサージ（4月27日、MAGIC）他出演:浅見せな、青山はな、明里ともか
- マジックミラー号ハードボイルド 現役ナースさんを「あなたと同じ病院のインターン医師ですが先進治療の被験体になって下さい」と言ってナンパ 触診と称してお尻の穴に指を突っ込んでアナルVスポットを刺激! 人生初のアナル潮を吹きまくったナースさんはそのまま中出しSEXしてしまうのか!?（5月24日、サディスティックヴィレッジ）他出演:妃月るい、羽生ありさ、あまねめぐり
- 町内会の若妻の集まりで男はボク1人だけの王様ゲーム（6月7日、アイエナジー）共演:玉木くるみ、明里ともか、あまねめぐり、森はるら
- 思い切って勝手にAV化! 超イケメンの友達が既にホロ酔い状態のカワイ子ちゃんを連れてきた!女に無縁のボクにはそれだけで大興奮なのに超エッチな女王様ゲームが始まり予想以上に過激でおこぼれでかなりいい思いができちゃった!(王様ゲームとはひと味違う!!)（7月7日、お夜食カンパニー）他出演:白鳥すず、愛里るい、二階堂紗希
- 「中出しされて妊娠したくないなら友達をここに呼び出してよ!」 絶倫少年女子○生 友達連鎖中出し輪姦 2（7月19日、アパッチ）共演:君色華奈、鈴木真夕、月本愛、苑田あゆり、咲坂花恋
- 女優に「どんなフェラチオをすればいいかわかんないぃんで実演して見せてくれません♥」と言われあわてた監督に「お前、脱げ…監督になる為の登竜門だぞ」と言いくるめられ嫌々チ○ポをしゃぶったあげく、中出しSEXまでされても最後は泣き寝入りするしかないサディスティックヴィレッジの女AD（8月1日、サディスティックヴィレッジ）他出演:相澤ゆりな、星奈あい、桐谷なお、高杉麻里、森はるら、優梨まいな、美谷朱里
- ポロリ確定!マンチラ必至! 素人限定! 溶ける水着でぬるぬる!ローション相撲（8月19日、ATOM）他出演:仁美まどか、さくらひより、花咲ひらり、河音くるみ、長谷川まや
- えっちな女子○生の淫語かたりかけぐちゅぐちゅ連続絶頂スク水オナニー 2（8月23日、アイエナジー）他出演:宮崎あや、栄川乃亜、宮沢ゆかり、相澤ゆりな、夏樹まりな、吉良いろは、一ノ瀬恋、紗藤まゆ、加藤みゆ紀、卯水咲流、七海ゆあ、清本玲奈、黒川すみれ、河音くるみ、藤川菜緒
- そこのお嬢さん、アナル処女喪失してみませんか? 初アナルにして大絶頂! マ○コとのW中出しまでイッちゃいました（9月6日、サディスティックヴィレッジ）
- 乳首が感ずる女たち（9月7日、OFFICE K'S）他出演:あおいれな、涼海みさ、七瀬こころ、蓮実クレア、白井ゆずか
- 鏡の中の愛おしい自分とラブリーレズキッス（9月21日、OFFICE K'S）他出演:白井ゆずか、七瀬こころ、椎菜アリス、涼海みさ、夢乃美咲

#### 「高梨りの」名義
2018年
- スーパースターMIXファイト 7（7月27日、バトル）
- BATTLEエクストリームトーナメント6th 特別試合 裏決勝戦!?（8月3日、バトル）共演:海空花
- 露出調教 羞恥地獄に悦楽するマゾ女（9月13日、AVS Collector's）
- 民泊として借りたマンションを盗撮してみた結果…女性客はオナニーばかりしていた（9月15日、プリモ）他出演:浅見せな、今井麻衣、城石真希、若本あん、早乙女らぶ ほか
- やっぱりヤッてた! 合宿免許飲み会乱交! 今まで飲み会に参加したことの無いような真面目女子が合宿免許飲み会でチャラい男たちの餌食に!いっぱいお酒を飲まされ、結局乱交モードに流されちゃう真面目女子。（10月7日、お夜食カンパニー）共演:神宮寺ナオ　他出演:香苗レノン、枢木あおい
- 前貼り着用! お尻の穴丸見せで初めての極限羞恥 友達同士の男女がディープアナル舐め体験 肛門だけをペロペロ舐めて女友達をイカセたら賞金ゲット! 燃え上って相互アナル舐めからケツ穴丸見せSEX!!（10月11日、ROCKET）他出演:吉岡沙華、岬澪 ほか
- 今、家には姉とボクの2人きり。いつの日からか親がいない時は、いつも下着姿で胸やお尻を見せつけてきたり、ふざけて絡みついてくる姉! それに興奮を隠していたけど…今日はおさえきれずソソられ勃起!するとそれを待っていたかのように姉はチ○ポを優しくスリスリしてきて…!?（10月11日、SOSORU×GARCON）他出演:星川凛々花、咲坂花恋
- 大量ぶっかけ志願の女（10月12日、REAL）
- 僕の部屋で幼馴染とエッチなDVDを見ていたらパンツを濡らして発情してきた!一気にエッチな発展になったと思ったらデカ尻を顔に押し当ててきて窒息するほどの顔面騎乗でイカされて、凄すぎる腰振りのスパイダー騎乗位でさらにイカされ、あまりの性欲全開な中出しSEXで発射しまくり僕のチ○コがもたない。（10月19日、ぐりーんあっぷる）他出演:星川凛々花、さくらひより、河音くるみ、長谷川まや
- ソソるウブ黒パンスト新人女子社員 社内集団セクハラ痴漢（10月25日、SOSORU×GARCON）他出演:瀬乃ひなた、倉持ひろな
- 肥大妄想 神○町の古書店勤務。 某有名大学文学部に通う日蔭のマゾ乙女のいびつな願望（10月25日、えむっ娘ラボ）※「川谷りの」名義
- 婚活女子×PRESTIGE PREMIUM 03（10月26日、プレステージ）※「高梨莉乃」名義　他出演:藤野真理、美木一葉、山城優莉
- 「許してください、何でもします…。」クレーム対応で謝罪にやって来た女に誠意を感じられなかったので勃起チ○ポで凌辱イキ堕ち状態に平伏すまでヤリたい放題ヤッてやった…（11月2日、DOC）他出演:宝田もなみ、麻希ねい、神楽アイネ、つくしみか
- 2穴バイブ固定歩行痴漢 2 2穴中出しSP（11月8日、ナチュラルハイ）他出演:神納花、前田えま
- 美少年ヒーロー奴隷化計画 〜女装化快楽調教へ 堕ちた少年〜（11月9日、GIGA）共演:阿部乃みく、高波奈々未
- ※欲求不満妻、お貸しします。 vol.03（11月9日、プレステージ）※「まい」名義　他出演:ちなつ、なお、ゆうこ、あいこ
- 縄酔い人妻 麻縄の魔力に憑りつかれた私（11月13日、AVS Collector's）
- 主人には内緒でお願いします。 私が男を誘う「ある方法」（11月13日、ながえスタイル）他出演:桃瀬ゆり、瀬戸すみれ、沖田里緒
- 電流絶頂拷問研究所 女体発狂痙攣クラゲ メスモル-006:恐慌の慟哭!!凄絶電撃子宮イキ発狂痙攣（11月13日、Baby Entertainment）
- 縄酔い人妻 麻縄の魔力に憑りつかれた私（11月13日、AVS Collector's）
- J○ノーブラとびっこ散歩!! リモバイの刺激に乳首コリコリ胸ポッチ! 街中で恥じらい本気イキ!?（11月16日、DOC）※「さら」名義　他出演:まい、ほたる、ももこ
- 金曜日のあら、スケベ カメラを向けてスケベな願望を言わせたらみんなドM説 高梨りの編（11月16日、HERO）
- ザーメン便女の淫妻（11月30日、ジュエル）※「奥村かおる」名義
- 「『動かさなくてもいいんで持っていて下さい!』オナホールを抜き挿しするチ○ポに欲情した看護師が優しくヤってくれた」 VOL.1（12月6日、DANDY）他出演:みゆき菜々子、紗藤まゆ
- 夫に内緒で他人棒SEX 「実は主人の精液も飲んだことないんです」30歳すぎて初めての精飲 アナルで感じる清楚妻 りのさん30歳（12月6日、コスモス映像）※「りの」名義
- 素人ナンパ GET!! No.199 ビキニ熱盛 クレイジーダイブ編（12月7日、桃太郎映像出版）他出演:星あめり、柳川まこ ほか
- 「乳首が感じる男性ってかわいい!」 青春ど真ん中のJ○が人生初めてのすんごい乳首責めに挑戦!! 乳首を触るだけで何度も勃起する絶倫チ○ポにJ○のパンツは染みまみれ! ずーっと乳首責め性交で連続膣絞り中出し!! 2 乳首責め連続発射19発（12月7日、DOC）※「あいか」名義　他出演:ゆきな、はるか、はるな
- 親の再婚で可愛い義理の妹ができた!義妹はいつもお尻まで隠れるダボダボパーカーを着ていて、もしかしてパンツが見えるのか!?とボクは毎日ドキドキ!それに気付いた義妹がわざと足を組み替えたり隠してみたりニヤニヤと超小悪魔的にボクの反応を楽しんでいる!ヤバいと思ったがカン見していたら、次第に義妹のパンツにシミができるほどの爆濡れ発情状態!親が隣にいるのにも関わらずそっとボクの手を取り触らせてきた!（12月7日、ゴールデンタイム）他出演:あおいれな、原美織 ほか
- ヒロイン討伐 VOL.84 〜魔法美少女フォンテーヌ 水難の惨事〜（12月14日、GIGA）
- 完全撮り下ろし最高級昇天映像!! 秘奥淫爆絶頂放置責め 〜逃げられず内部爆発する残酷なプッシー・オルガ〜 II（12月19日、Baby Entertainment）他出演:蓮実クレア、春菜はな、笹倉杏、川菜美鈴、山井すず、吉良いろは、早川りょう
- 『何でオレの事ふったの?』黙ってオレと付き合っていればこんな事にならなかったのに… 彼氏が居ぬ間の半日陵辱! 同棲している彼氏が居ない隙に家に押し入り同棲中の彼女を拘束&監禁!好きな時、好きなだけ挿しまくって何度も何度も中出し!何度挿しても声も上げずにじっと耐える彼女を最後は媚薬漬けにして何度も中出しして今度は一緒に楽しんじゃいました!!（12月19日、お夜食カンパニー）他出演:真田美樹、星川凛々花
- マゾ美人アスリート（12月25日、豊彦）※「西尾小雪」名義

2019年
- ASMR 脳がとろける音フェチオナニー（1月4日、OFFICE K'S）他出演:天希ユリナ、桜坂和歌、蒼風とわ、桃尻かのん
- 興奮すると脚がパッカンガニ股になりそんな自分の下品さに余計に興奮してしまい挙句の果てにはガニ股のままお漏らしアクメをしてしまう女子○生たち（1月4日、OFFICE K'S）他出演:桃尻かのん、七海ゆあ、宮下なつみ、坂下ゆあ
- 素人娘のフェラチオが上手すぎる!! 5（1月4日、OFFICE K'S）他出演:阿部乃みく、西野たえ、桜坂和歌、天希ユリナ、伊東紅蘭、皆瀬杏樹、宮下なつみ、蒼風とわ、桃尻かのん
- 美少女ヒロイン完全損壊（1月11日、GIGA）
- 漢の強制アナル舐め（1月18日、OFFICE K'S）他出演:蒼風とわ、桜坂和歌、桃尻かのん、天希ユリナ
- バレたらヤバイ状況で密着しながら挑発してくる女たち 5（1月18日、OFFICE K'S）他出演:桃尻かのん、蒼風とわ、桜坂和歌、天希ユリナ、嶋崎かすみ
- ザーメン便女の淫妻 2（1月20日、ジュエル）※「奥村かおる」名義
- 鬼M淫ストラクター（1月25日、豊彦）※「西尾小雪」名義
- ガチンコ中出し!顔出し!人妻ナンパ in麹町（1月26日、ビッグモーカル）他出演:横山みれい、高波奈々未、ゆずき結花
- 史上最狂の雌穴ナインホール（2月1日、えむっ娘ラボ）共演:梨々花、桃瀬ゆり　※AV OPEN 2018 ハード部門3位
- スイートルームの女 RINOあるいは暴虐調教の追憶（2月7日、シネマジック）
- 全国●校大会3位の元ソフトボール選手がAVデビュー 喉奥イラマでえづき汁をダラダラ垂らしながら感じちゃう糞ドM素人（2月8日、S級素人）※「りの」名義
- 濡れるパンストエロティズム（2月15日、OFFICE K'S）他出演:伊東紅蘭、阿部乃みく、皆瀬杏樹
- ガチナンパ! 東京町田市産直! 女子大生にいきなりデカチン即ハメ! 質問に答える暇もなくノンストップ突きまくり! 3Pあり!顔射あり!中出しあり! 合計159イキ!（2月15日、ピーターズ）他出演:水樹璃子、矢野乃々華、永井れいな、千夏麗
- ふたなりピンク性交錯凌辱（2月22日、GIGA）共演:黒木いくみ
- スーパーヒロイン絶体絶命!! vol.70 〜シャドウテクター・クレハ 裏切りの連鎖！穢され壊される肉体〜（3月8日、GIGA）
- 「ちょいチ○ポ見せてよ!」 引っ越した先の町内会はヤリマンの若妻だらけ! ボクは都内でも1、2を争う治安が悪い地域に引っ越す事になり、初めて町内会議に出席した所、とにかく服装が派手で見るからにヤリマンの若妻だらけ!めちゃめちゃエロくて超積極的!そんな状況の中にお堅いリーマンスタイルのボクが1人いるもんだから場違いで浮きまくり!悪ノリした若妻たちから「いいからとりあえずチ○ポ見せて!」と当たり前のように言われると、気弱なボクは断る勇気もなく渋々チ○ポを見せるハメに。からかわれ、いじられまくり、一斉に襲われた挙げ句ボクのチ○ポを気に入ったのか、最後はハメ待ち行列ができるほどの大乱交!ボクもイキまくり彼女たちも何度もイキ狂ってました!（3月19日、Hunter）共演:若月みいな、花咲いあん、桃瀬ゆり、紗々原ゆり、河合ののか
- ヒロイン白目失神地獄 27 科学鳥人隊バードソルジャー ホワイトスワン（3月22日、GIGA）
- 【衝撃】修羅場NTR 妻と知人のファック現場（3月25日、ながえスタイル）他出演:初美りん、二宮和香
- 便器の妖精（3月25日、えむっ娘ラボ）
- 特殊性癖者が集うSM出会い系掲示板で出会った人妻熟女たち（4月7日、シネマジック）他出演:森下美緒、織田真琴、一条綺美香、橘@ハム、世羅百合花、最上さゆき、藤野真理
- 超がつくほど真面目な性格で融通が効かないぎぼむすOLの愚直アナル 自分の殻を破りたいと不退転のケツ意で2穴調教志願!!（4月7日、山と空）
- 起きてるとバレると何されるかわかんないから必死で気絶したフリしてる女にそうとは知らずいたずらして中出し 2（4月12日、REAL）他出演:優月まりな、市橋えりな、沖田里緒、世羅百合花、一条綺美香、織田真琴、桑田みのり
- 黒人解禁! B.B.P.(ビッグ・ブラック・ペニス) 緊縛ハードコアSEX（4月13日、セレブの友）
- OL女体計測痴漢 〜女のマスクデータを数値化することに異常興奮するDQN痴漢師御一行様〜（4月26日、ゲッツ!!）他出演:川菜美鈴、優月まりな、紗々原ゆり
- スーパーヒロインドミネーション地獄 38 〜美少女戦士セーラーフレア 暴漢の報復!妖魔との死のバトル!!〜（5月10日、GIGA）
- 採用担当のフリして就活学生をナンパ生ハメ動画うp炎上（5月10日、ゲッツ!!）他出演:川菜美鈴、麻生知香、穂積ゆうり、舞咲みくに、持田栞里、西野花梨、早乙女らぶ
- ザーメン便女の淫妻 3（5月10日、ジュエル）※「奥村かおる」名義
- 人妻の浮気心（6月1日、人妻援護会）
- イラ魔チオ (6月20日、グローリークエスト)
- 変態ドM女教師のザーメン＆小便ごっくん顔面崩壊調教 (7月5日、クリスタル映像)

### VR
- 王様として君臨できる世界（2018年12月7日、MOODYZ）共演:蓮実クレア、成海さやか、日向うみ、阿部栞菜、七瀬あいり

## 出演

### テレビ
- ビ〜チ9（2019年1月、テレビ埼玉） - マンスリーゲスト
- 魚拓と成瀬のツキとスッポンぽん #237,#238（2019年3月17日,24日、パチ・スロ サイトセブンTV）

### 映画
- 好色男女　セックスの季節（2019年6月21日、オーピー映画） - 長瀬真知子 役[4]
  - セックスの季節（2019年8月24日、オーピー映画）※好色男女～の一般公開編集版[5]